# Robert Leckie (officier canadien)
Pour les articles homonymes, voir Robert Leckie.
Robert Leckie (né le 16 avril 1890 à Glasgow en Écosse et décédé le 31 mars 1975 à Ottawa en Ontario) était un officier de l'Aviation royale canadienne (ARC). Il fut commandant de l'ARC de 1944 à 1947. De plus, il fut le premier lieutenant-colonel d'aviation de l'ARC. Il se rendit jusqu'au grade de maréchal de l'air.

## Biographie
Robert Leckie servit durant la Première Guerre mondiale au sein du Royal Naval Air Service à partir de 1915. D'ailleurs, avant la fin du conflit, il avait atteint le grade de wing commander au sein de la Royal Air Force (RAF).
Durant l'entre-deux-guerres, il dirigea les opérations de vol pour la Commission de l'air du Canada (en). Il retourna plus tard dans la RAF et, en 1940, il commandait les forces aériennes britanniques dans la mer Méditerranée.
Lors de la Seconde Guerre mondiale, il retourna au Canada pour s'y occuper de l'entraînement de la RAF. Il fut promu au grade d'air vice-marshal en 1941. En 1942, il transféra à l'Aviation royale canadienne. En 1944, il devint le chef d'état-major de l'Air et fut promu au grade d'air marshal.
Après sa retraite de l'ARC, Robert Leckie s'impliqua au sein du mouvement des Cadets de l'Aviation royale du Canada. Il décéda à Ottawa en Ontario le 31 mars 1975.

## Annexe